# غزال دالیوال
غزال دالیوال (به پنجابی: ਗਜ਼ਲ ਧਾਲੀਵਾਲ) یا گزال دالیوال (به انگلیسی: Gazal Dhaliwal) (زاده ۱۹۸۲) نویسنده و فیلم‌نامه‌نویس هندی است.
او یک زن ترنس است.

## فیلم‌شناسی
فهرست برخی از فیلم‌هایی که غزال دالیوال در آن‌ها به عنوان فیلم‌نامه‌نویس حضور داشته است:
- وزیر(۲۰۱۶)
- رژ لب زیر برقع من(۲۰۱۶)
- تقریباً مجرد(۲۰۱۷)
- این حسی است(۲۰۱۹)
- ناسازگار(۲۰۲۰)
- قتل مبارک (۲۰۲۴)